# Matenin
Le Matenin est un véhicule de minage ou poseur de mines automoteur français utilisant le châssis de camion tout-terrain Matenin, 4 × 4 avec cabine blindée.
Il est construit par GIAT en partenariat avec l'entreprise américaine Alkan,.
À l'arrière du véhicule se trouve le dispositif Minotaur,, qui est destiné à enfouir automatiquement les mines antichar HPD et ACPM dans le sol. Les mines peuvent être enterrées dans le sol, mais aussi sous le fond des rivières et des ruisseaux avec une profondeur maximale de 1,2 m. L'apparence du sol est restaurée après enfouissement, de façon à dissimuler la mine. La distance entre les mines fixées est réglable dans une plage de 2,5 à 10 m. Les mines sont placées dans le sol alors que le véhicule est à l'arrêt, étant équipé d'un système automatique qui arrête le véhicule avant de poser la mine et accélère le véhicule après l'avoir posé. Il dispose de quatre conteneurs d'une capacité de 112 mines. La masse maximale du poseur est de 16 tonnes et la vitesse maximale du véhicule en charge ne doit pas dépasser 70 km/h. Matenin est capable de poser 400 à 500 mines par heure.
Il permet de poser des mines du modèle HPD-2, MI AC Disp F1 Minotaur et ADWAT.